# Chattr
chattr je v informatice příkaz pro nastavení atributů souborů v souborovém systému ext (a jeho nástupcích ext2, ext3, ext4) v operačním systému Linux. Lze ho nalézt i v dalších unixových systémech, které tyto souborové systémy podporují. Používá se pro zabezpečení souboru proti změnám, například pokud chceme, aby soubor nebylo možné smazat nebo se nezměnil při aktualizaci daného programu (viz atribut immutable).

## Použití
```
$ chattr [-RV] [-+=AacDdijsSu] [-v verze] soubory…
```

kde
- -R znamená zahrnutí souborů v podadresářích
- +X nebo -X je nastavení nebo zrušení příznaku reprezentovaného příslušným písmenem (např. +i atp.)

Na novějších systémech BSD (včetně Mac OS X) je ekvivalentem tohoto příkazu příkaz chflags.

## Atributy
Některé hlavní atributy:
| - neaktualizovat atime (A) - synchronní aktualizace (S) - synchronní aktualizace adresáře (D) - pouze přidat (a) | - komprese (c) - bez skladování – koš (d) - nezměnitelný – imutable (i) - žurnálování dat (j) | - bezpečné smazání (s) - nesmazatelný (u) |

Poznámka: Uživatel root nemůže změnit či zapisovat do souboru označeného atributem i, ale může tento atribut nastavit i odebrat.